# Тейджон Б'юкенен
Тейджон Б'юкенен (англ. Tajon Buchanan; нар. 8 лютого 1999, Брамптон) — канадський футболіст, фланговий півзахисник іспанського клубу «Вільярреал» і національної збірної Канади.

## Клубна кар'єра
Народився 8 лютого 1999 року в Брамптоні. Грав у футбол в університетській команді «Сірак'юз Орандж».
У дорослому футболі дебютував 2018 року виступами за команду «Сігма» в чемпіонаті провінції Онтаріо. Наступного року на драфті MLS був обраний командою «Нью-Інгленд Революшн». Відіграв за команду з Массачусетса наступні три роки, поступово ставши її основним гравцем.
У серпні 2021 року Б'юкенен підписав контракт на 3,5 роки з бельгійським клубом «Брюгге». Б'юкенен був відданий в оренду «Нью-Інгленд Революшн» до кінця сезону МЛС 2021 року. 7 мільйонів доларів за трансфер, які заплатив «Брюгге», стали клубним рекордом, отриманим «Нью-Інгленд Революшн» за одного зі своїх гравців.
Влітку 2022 року став у складі команди із Брюгге чемпіоном Бельгії і володарем Суперкубка країни.
5 січня 2024 року за 7 млн євро перейшов до міланського «Інтера».

## Виступи за збірну
2021 року дебютував в офіційних матчах у складі національної збірної Канади.
Того ж року у складі збірної був учасником тогорічного розіграшу Золотого кубка КОНКАКАФ, а наступного року був включений до її заявки на чемпіонат світу 2022 в Катарі.
| Дата       | Місто          | Господарі | Результат | Гості                                   | Турнір                                                                                         | Голи | Примітки |
| ---------- | -------------- | --- | --------- | --------------------------------------- | ---------------------------------------------------------------------------------------------- | ---- | -------- |
| 5-6-2021   | Брейдентон     | Аруба | 0 – 7     | Канада                                  | Відбір до ЧС 2022                                                                              | -    |          |
| 8-6-2021   | Бриджв'ю       | Канада | 4 – 0     | Суринам                                 | Відбір до ЧС 2022                                                                              | -    | 80'      |
| 12-6-2021  | Порт-о-Пренс   | Гаїті | 0 – 1     | Канада                                  | Відбір до ЧС 2022                                                                              | -    | 77'      |
| 15-6-2021  | Бриджв'ю       | Канада | 3 – 0     | Гаїті                                   | Відбір до ЧС 2022                                                                              | -    | 81'      |
| 11-7-2021  | Канзас-Сіті    | Канада | 4 – 1     | Мартиніка                               | Кубок КОНКАКАФ 2021 - 1-й етап                                                                 | -    | 76'      |
| 15-7-2021  | Канзас-Сіті    | Гаїті | 1 – 4     | Канада                                  | Кубок КОНКАКАФ 2021 - 1-й етап                                                                 | -    |          |
| 18-7-2021  | Канзас-Сіті    | США | 1 – 0     | Канада                                  | Кубок КОНКАКАФ 2021 - 1-й етап                                                                 | -    |          |
| 24-7-2021  | Арлінгтон      | Коста-Рика | 0 – 2     | Канада                                  | Кубок КОНКАКАФ 2021 - чвертьфінал                                                              | -    | 88'      |
| 29-7-2021  | Х'юстон        | Мексика | 2 – 1     | Канада                                  | Кубок КОНКАКАФ 2021 - півфінал                                                                 | 1    |          |
| 2-9-2021   | Торонто        | Канада | 1 – 1     | [[Файл:Flag of Honduras (1949–2022).svg | Гондурас \|link=]] [[Збірна Гондурасу з футболу\|Гондурас ]]\|\|Відбір до ЧС 2022\|\|-\|\| 46' |      |          |
| 5-9-2021   | Нашвілл        | США | 1 – 1     | Канада                                  | Відбір до ЧС 2022                                                                              | -    | 65'      |
| 8-9-2021   | Торонто        | Канада | 3 – 0     | Сальвадор                               | Відбір до ЧС 2022                                                                              | 1    | 18'      |
| 7-10-2021  | Мехіко         | Мексика | 1 – 1     | Канада                                  | Відбір до ЧС 2022                                                                              | -    |          |
| 13-10-2021 | Торонто        | Канада | 4 – 1     | Панама                                  | Відбір до ЧС 2022                                                                              | 1    |          |
| 12-11-2021 | Едмонтон       | Канада | 1 – 0     | Коста-Рика                              | Відбір до ЧС 2022                                                                              | -    |          |
| 16-11-2021 | Едмонтон       | Канада | 2 – 1     | Мексика                                 | Відбір до ЧС 2022                                                                              | -    |          |
| 27-1-2022  | Сан-Педро-Сула | [[Збірна Гондурасу з футболу\|Гондурас ]] \|\|0 – 2 \|\|align="left"\| Канада\|\|Відбір до ЧС 2022\|\|-\|\|                        |           |                                         |                                                                                                |      |          |
| 30-1-2022  | Гамільтон      | Канада | 2 – 0     | США                                     | Відбір до ЧС 2022                                                                              | -    | 88'      |
| 2-2-2022   | Сан-Сальвадор  | Сальвадор | 0 – 2     | Канада                                  | Відбір до ЧС 2022                                                                              | -    | 57'      |
| 24-3-2022  | Сан-Хосе       | Коста-Рика | 1 – 0     | Канада                                  | Відбір до ЧС 2022                                                                              | -    |          |
| 27-3-2022  | Торонто        | Канада | 4 – 0     | Ямайка                                  | Відбір до ЧС 2022                                                                              | 1    |          |
| 30-3-2022  | Панама         | Панама | 1 – 0     | Канада                                  | Відбір до ЧС 2022                                                                              | -    | 87'      |
| 10-6-2022  | Ванкувер       | Канада | 4 – 0     | Кюрасао                                 | Ліга націй КОНКАКАФ 2022-2023 - 1-й етап                                                       | -    |          |
| 13-6-2022  | Сан-Педро-Сула | [[Збірна Гондурасу з футболу\|Гондурас ]] \|\|2 – 1 \|\|align="left"\| Канада\|\|Ліга націй КОНКАКАФ 2022-2023 - 1-й етап\|\|-\|\| |           |                                         |                                                                                                |      |          |
| 27-9-2022  | Братислава     | Канада | 0 – 2     | Уругвай                                 | товариський матч                                                                               | -    | 78'      |
| 17-11-2022 | Дубай          | Японія | 1 – 2     | Канада                                  | товариський матч                                                                               | -    | 60'      |
| 23-11-2022 | Ер-Раян        | Бельгія | 1 – 0     | Канада                                  | ЧС 2022 - груповий етап                                                                        | -    | 81'      |
| 27-11-2022 | Ер-Раян        | Хорватія | 4 – 1     | Канада                                  | ЧС 2022 - груповий етап                                                                        | -    | 52'      |
| 1-12-2022  | Доха           | Канада | 1 – 2     | Марокко                                 | ЧС 2022 - груповий етап                                                                        | -    |          |
| Усього     |                | Матчів | 29        |                                         | Голів                                                                                          | 4    |          |

## Титули і досягнення

### Командні
- Чемпіон Бельгії (1):

«Брюгге»: 2021–2022
- Володар Суперкубка Бельгії (1):

«Брюгге»: 2022
- Чемпіон Італії (1):

«Інтернаціонале»: 2023–24
- Володар Суперкубка Італії з футболу (1):

«Інтернаціонале»: 2023